# Aiguafreda
Aiguafreda település Spanyolországban, Barcelona tartományban. Lakosainak száma 2576 fő (2024).

## Földrajza
Aiguafreda El Brull, Sant Martí de Centelles, Seva, Tagamanent és Centelles községekkel határos.

## Népesség
A település lakosságának változását az alábbi diagram mutatja:
| Lakosok száma | 200  | 452  | 775  | 1223 | 2016 | 2241 | 2464 | 2498 | 2504 | 2576 |
|               | 1717 | 1887 | 1936 | 1960 | 1986 | 2004 | 2009 | 2014 | 2019 | 2024 |